# Ouragan Allen
L’ouragan Allen fut un ouragan capverdien extrêmement puissant qui avait frappé les Caraïbes, l'est et le nord du Mexique, puis le sud du Texas. Il fut la première tempête tropicale ainsi nommée, puis le premier ouragan et enfin le plus puissant cyclone tropical de la saison 1980 de l'Atlantique nord. Il est l'un des ouragans les plus violents dans les annales ; il fut l'un des rares à avoir atteint la catégorie 5 sur l'échelle de Saffir-Simpson à trois reprises durant sa vie et celui qui était resté le plus longtemps dans le bassin Atlantique. Allen est aussi l'ouragan le plus violent de ce bassin en considération de la vitesse du vent moyen, soit 305 km/h. Jusqu'à l'avènement de l'ouragan Patricia dans le Pacifique nord-est en 2015, cet ouragan engendra les vents moyens les plus élevés de tout l'hémisphère occidental.
Tout au long de son existence, Allen s'était déplacé à travers l'océan Atlantique tropical, la mer des Caraïbes et le golfe du Mexique sur une trajectoire constante ouest-nord-ouest avant d'entrer sur le continent près de la frontière entre les États-Unis et le Mexique. À son apex, il passa près de Haïti, causant des centaines de morts et des dégâts considérables. Après avoir traversé le golfe du Mexique, Allen tout en faiblissant en entrant sur la côte sud-est du Texas, engendra des vents violents, une importante onde de tempête et de fortes pluies. Au total, Allen a tué 290 personnes et fait un peu plus de 1,24 milliard $US de dommages (de 1980), principalement aux États-Unis et en Haïti. Le passage d’Allen a aussi terminé la vague de chaleur de l'été 1980 dans des endroits comme Dallas et Fort Worth, au Texas, qui avaient enregistré 69 jours consécutifs de maxima quotidiens de 38 °C ou plus.
En raison de son impact, le nom Allen a été retiré de la liste des noms de cyclones tropicaux de l'Atlantique en 1981 et le nom a été remplacé par Andrew. Ce dernier a ensuite été retiré après le très dévastateur ouragan Andrew de la saison 1992.

## Évolution météorologique
Allen provint d'une onde tropicale sortant de la côte africaine le 30 juillet. Le système s'était développé tout en se déplaçant vers l'ouest, devenant une dépression tropicale le 1er août. Toutefois, le National Hurricane Centre (NHC) n'avait commencé à émettre des bulletins que 24 heures plus tard, alors que son centre était à 2 100 km à l'est des îles du Vent. Tôt le 2 août, la dépression était devenu la première tempête tropicale de la saison. Le NHC avait noté que les conditions semblaient favorables à une intensification mais qu'une dépression coupée au nord de Porto Rico aurait pu créer un fort cisaillement des vents d'ouest dans lequel Allen se serait retrouvé dans les 72 heures. Allen avait gardé une vitesse de déplacement vers l'ouest entre 27 et 37 km/h et le 3 août, le NHC a noté que le cisaillement était plus faible que prévu au-dessus de sa trajectoire à la suite d'un affaiblissement de la dépression coupée,.

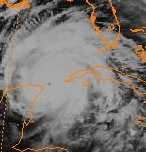
Allen à son apex.

À 16 heures UTC le 3 août, le National Hurricane Center rehaussa Allen au niveau d'ouragan à la suite d'une reconnaissance aérienne de l'US Air Force qui a identifié des vents de 155 km/h (une post-analyse des données a montré qu’Allen était déjà un ouragan dès 00 heures UTC). Peu de temps après, il se développa rapidement pour devenir un ouragan majeur (catégorie 3 ou plus) à 00 heures UTC le 4 août à 60 km au nord-ouest de Bridgetown (Barbade). Six heures plus tard, Allen était passé à seulement 13 km au sud de Sainte-Lucie.
Bien que le National Hurricane Center eût considéré que les conditions étaient favorables à un renforcement lent, l'ouragan continua à s'intensifier rapidement pour atteindre la catégorie 4 seulement deux heures plus tard,. Un peu plus tard, le NHC fit savoir que la pression centrale du système était de 946 hPa et qu'elle baisserait de façon significative au cours des 24 heures suivantes. Peu avant 00 heures UTC le 5 août, la pression minimale avait déjà diminué atteignant 924 hPa ce qui était l'équivalent de l’ouragan David de la saison précédente.
Durant la journée du 5 août, Allen avait atteint la catégorie 5 au sud de Porto Rico. C'était l'ouragan ayant atteint cette catégorie le plus tôt en saison dans l'Atlantique nord, selon les données historiques, avant l'ouragan Emily de 2005. Sa pression centrale était de 911 hPa, la plus basse enregistrée dans la mer des Caraïbes orientales, ce qui donne une chute de 35 hPa en moins de 10 heures.
L'œil du cyclone passa entre Hispaniola et la Jamaïque en tant qu'ouragan de catégorie 4. Après un fléchissement en raison du frottement avec les montagnes d'Haïti et de la Jamaïque, Allen était redevenu un ouragan de catégorie 5 pendant plus d'un jour. Il passa ensuite entre les îles de Cayman Brac et Little Cayman causant des dégâts relativement limités avec des vents de 217 km/h. La tempête passa ensuite entre Cuba et la péninsule du Yucatán, atteignant sa pression minimale de 899 hPa dans le canal du Yucatán. Pendant sa trajectoire à travers la mer des Caraïbes et le golfe du Mexique, son centre n'avait jamais touché terre, nonobstant son passage à proximité de plusieurs îles.
Allen était ensuite temporairement redevenu un ouragan de catégorie 4 en raison de la friction avec la côte du Mexique, mais se redéveloppa en ouragan de catégorie 5 pour une troisième fois au-dessus les eaux du golfe du Mexique, maintenant cette intensité pendant près d'une journée entière. Sa pression centrale avait atteint 909 hPa, la plus basse jamais enregistrée dans l'ouest du golfe du Mexique. Peu de temps avant de toucher la côte au nord de Brownsville (Texas), une masse d'air sec dans l'ouest du golfe du Mexique avait affaibli la tempête à la catégorie 3 avec des vents maximums moyens de 185 km/h. Allen devint un cyclone extratropical le 11 août.

## Préparatifs
Le NHC et les services météorologiques des pays concernés avaient émis de nombreux bulletins précédant l'arrivée de l'ouragan, :
Lors de l'approche d’Allen vers la mer des Caraïbes, des avertissements de coup de vent et une veille d'ouragan avaient été émis pour les îles d'Antigua, de la Barbade, Sainte-Lucie, Saint-Vincent, la Dominique, la Grenade, la Martinique et la Guadeloupe le 3 août. Ces messages avaient été réévalués en alertes d'ouragans par la suite. Les bulletins avaient étendus ces veilles et alertes vers la République dominicaine et la péninsule sud-ouest d'Haïti à partir de 11 heures le 4 août, puis vers la Jamaïque tôt le 5 août. Les îles Caïmans avaient été alertées durant l'après-midi du 5 août.
Avec l'entrée d’Allen dans le golfe du Mexique, des alertes d'ouragan avaient été diffusées pour la péninsule du Yucatán l'après-midi du 6 août, puis étendues à la côte nord-est du Mexique le matin du 8 août. Des alertes de tempête tropicale furent temporairement émises pour les Keys de Floride le 6 août au soir, mais furent retirées tôt le 8 à la suite de l'éloignement du cyclone de cette région. Finalement, le Texas avait été alerté l'après-midi du 8 août.

## Impact
| Pays                        | Morts | Dommages (millions $US) | Source |
| --------------------------- | ----- | ----------------------- | ------ |
| Barbade                     | -     | 6                       | [ 12 ] |
| Îles Caïmans                | -     | -                       | [ 13 ] |
| Cuba                        | 3     | -                       | [ 14 ] |
| États-Unis                  | 6     | 300                     | ,      |
| Grenade                     | -     | 5,3                     | [ 14 ] |
| Guadeloupe                  | 1     | Inconnu                 | [ 13 ] |
| Haïti                       | 220   | 400                     | ,      |
| Jamaïque                    | 8     | 100                     | [ 12 ] |
| Martinique                  | -     | 68                      | [ 14 ] |
| Mexique                     | -     | -                       | [ 15 ] |
| République Dominicaine      | 7     | 47                      | [ 14 ] |
| Sainte-Lucie                | 6     | 235                     | [ 12 ] |
| Saint-Vincent et Grenadines | -     | 16,3                    | [ 14 ] |
| En mer                      | 17    | 60                      | [ 15 ] |
| Total                       | 269   | 1 237,6                 |        |

Allen tua au moins 269 personnes et fit pour plus d'un milliard de dollars de dommages en 1980. Haïti souffrit le plus avec 220 morts et 400 millions de dollars de dommages, des valeurs sans commune mesure avec celles constatées dans les pays environnants probablement dues aux problèmes d'organisation et à la qualité des infrastructures[réf. nécessaire].

### Antilles
À la Barbade, environ 500 maisons furent endommagées ou détruites mais aucun décès ne fut à déplorer. Sainte-Lucie subit des dommages catastrophiques alors que l'ouragan avait atteint la catégorie 3. Des vents moyens de 170 km/h et une pression au niveau de la mer aussi basse que 967 hPa furent signalés à Hewanorra et 18 personnes perdirent la vie à la suite du passage de la tempête. Un mort fut attribué à Allen en Guadeloupe. À la Martinique, les dommages furent généralisés avec le centre de la tempête passant seulement à 80 km au sud de l'île et des vagues de 6 mètres ayant déferlé sur la côte de l'île.
Dans le centre des Caraïbes, Cayman Brac fut frappé par des vents de plus de 185 km/h qui causèrent des dommages matériels considérables. Huit décès sont attribuables à Allen en Jamaïque et les dégâts furent très importants le long de la côte nord-est, où l'ouragan était passé très proche de l'île causant une onde de tempête de 12 mètres. Au large, un récif de corail à Discover Bay fut dévasté par l'action des vagues et la taille moyenne des poissons Demoiselles diminua du fait de la mortalité qui s'ensuivit,. Trois décès ont été attribués à Allen à Cuba.
Des dommages importants furent rapportés à Haïti en raison de vents violents et d'inondations. Environ 60 % de la récolte de café du pays fut détruite. En tout, 220 personnes décédèrent et 835 000 se retrouvèrent sans abri. Dans la capitale, Port-au-Prince, 41 décès furent causés par des toits de tôle soufflés par le vent, devenant des projectiles, et environ 1 200 personnes avaient été laissées sans abri par les inondations.

### Mexique

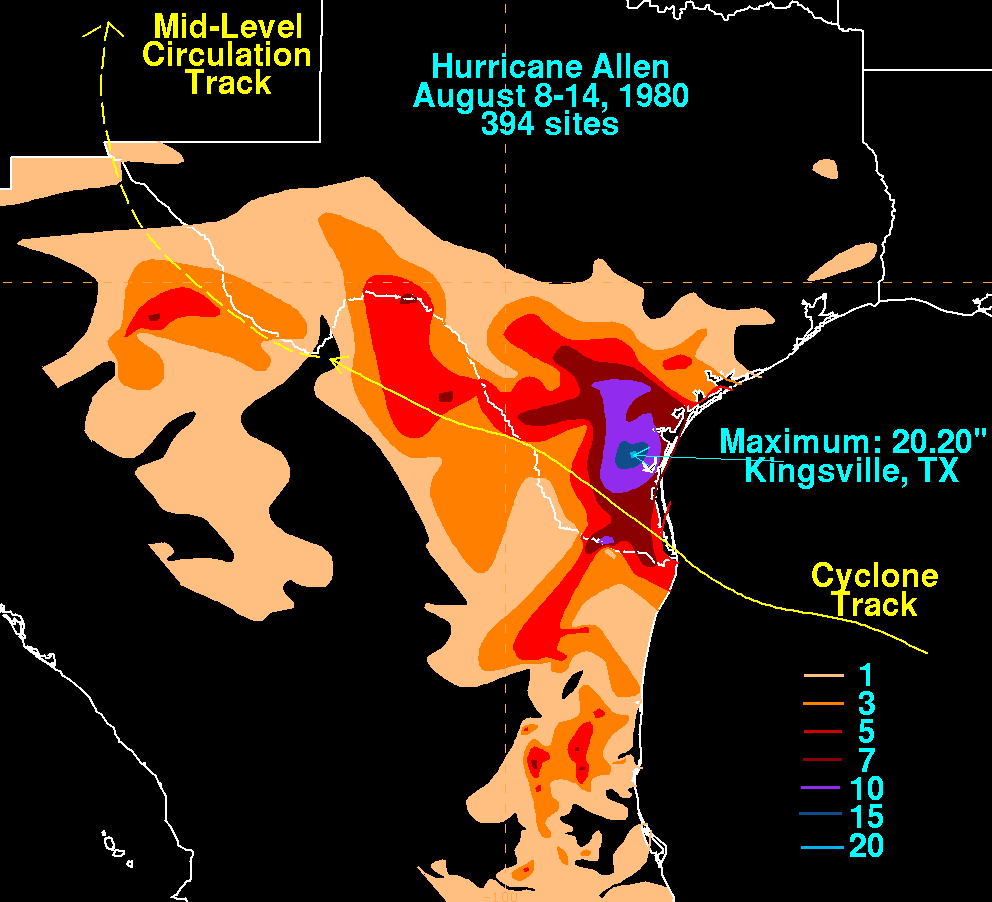
Accumulations de pluie avec Allen sur le Texas et le nord-est du Mexique (1 pouce = 25.4 mm)

Allen frôla la péninsule du Yucatán puis le nord-est du Mexique. Ce dernier subit de fortes pluies avec des accumulations allant jusqu'à 180 mm par endroits. Les dommages furent peu importants car la tempête a frappé des zones faiblement peuplées.

### Texas

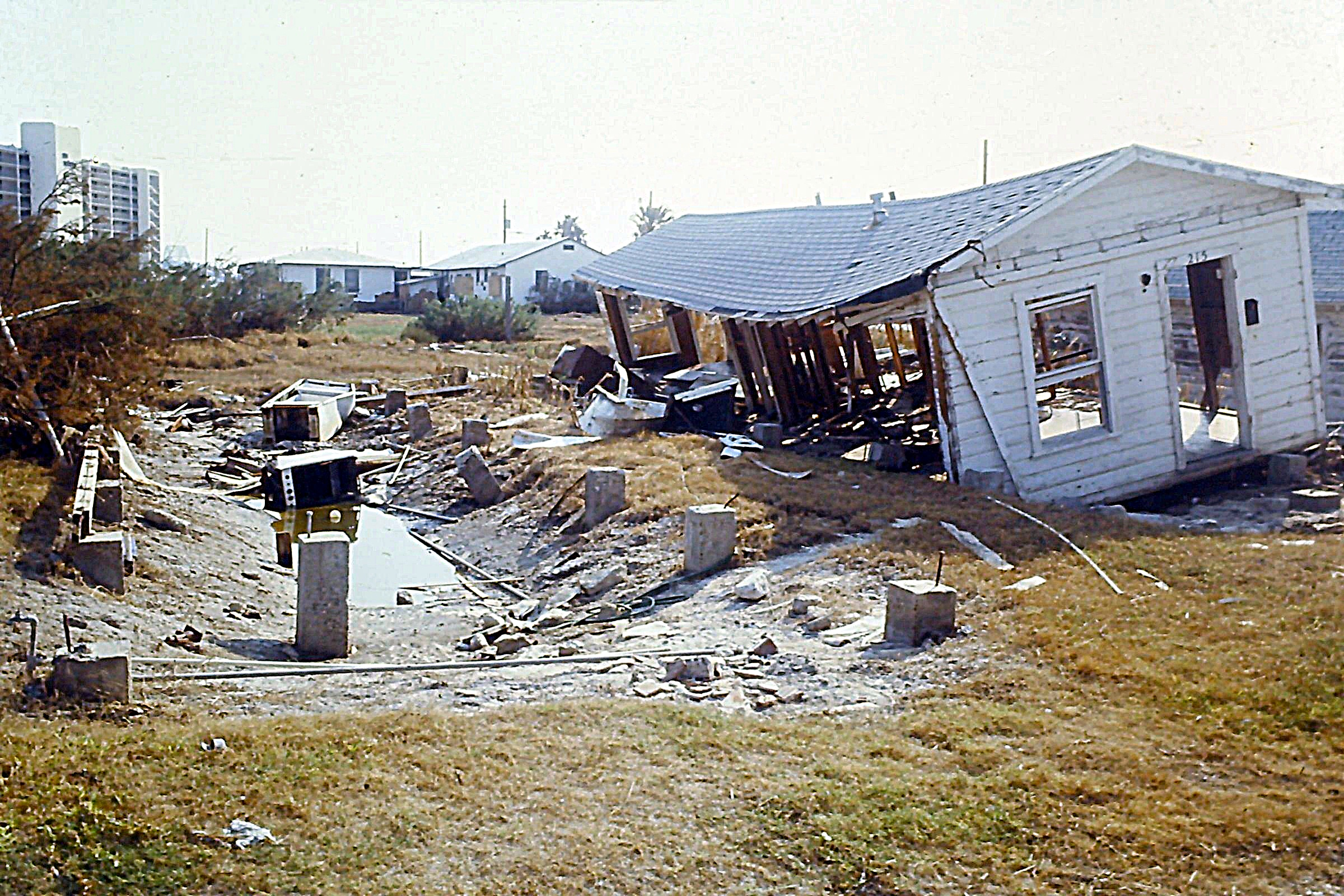
Dégâts à Corpus Christi (Texas).

Allen déversa entre 250 et 510 mm de pluie sur le sud du Texas, mettant fin à la sécheresse estivale de 1980. L'onde de tempête atteignit 3,7 m à Port Mansfield mais aurait pu être plus haute ailleurs le long de la côte. La rafale de vent maximale de 208 km/h fut également mesurée au même endroit. Allen causa sept décès au Texas et 17 en Louisiane (le plus grand nombre dans l'écrasement d'un hélicoptère évacuant les travailleurs d'une plate-forme de forage en mer).
Des vents de force de tempête tropicale furent enregistrés à Corpus Christi, au Texas. Ils soufflèrent le revêtement de gravier des toits plats à travers toute la ville ce qui brisa nombre de fenêtres de l'édifice de 18 étages de la Guarantee Bank et de l'hôpital Spohn de 12 étages. Allen provoqua plusieurs tornades au Texas. L'une d'elles causa des pertes de 100 millions $US quand elle frappa la capitale Austin, la plus coûteuse tornade associée avec un cyclone tropical dans les annales.
Malgré tout, les dégâts furent assez limités (300 millions $US) aux États-Unis parce que l'ouragan avait soudainement diminué d'intensité avant de toucher la côte et que la marée et les vents les plus forts avaient frappé une partie peu peuplée de la côte texane,.

## Statistiques et records
| Rang | Ouragan                       | Saison | Pression (hPa) |
| ---- | ----------------------------- | ------ | -------------- |
| 1    | Wilma                         | 2005   | 882            |
| 2    | Gilbert                       | 1988   | 888            |
| 3    | Ouragan de la Fête du travail | 1935   | 892            |
| 4    | Rita                          | 2005   | 895            |
| 5    | Allen                         | 1980   | 899            |
| 6    | Katrina                       | 2005   | 902            |

Allen reste la tempête la plus intense jamais enregistrée en août dans l'Atlantique. Lorsqu’Allen a atteint la catégorie 5 le 5 août, il était devenu le cyclone le plus actif de cette catégorie dans le bassin atlantique. Ce record tint jusqu'au 16 juillet 2005 quand l'ouragan Emily l'a dépassé. Il est également l'un des trois seuls ouragans de l'Atlantique nord à atteindre la catégorie 5 sur l'échelle de Saffir-Simpson à trois occasions distinctes de son existence, les autres étant l'ouragan Ivan et l'ouragan Isabel.
Allen était l'ouragan ayant passé le plus de temps à la catégorie, soit trois jours, jusqu’à une réanalyse des données sur l'ouragan de Cuba de 1932 qui l'a devancé de 3 heures. Cinq typhons dans le Pacifique ont passé plus de temps à la catégorie 5, y compris Karen et Nancy dans les années 1960.
En 1980, Allen avait enregistré la seconde plus basse pression centrale (899 hPa) des annales, la plus basse depuis 1935, pour un ouragan dans le bassin de l'Atlantique nord. Il a depuis a été repoussé au cinquième rang. Ses vents de 305 km/h demeurent en 2015 les plus violents de la même région.
En raison de son impact, le nom Allen a été retiré de la liste des noms de cyclones tropicaux de l'Atlantique en 1981 par le comité des cyclones tropicaux de l'Organisation météorologique mondiale, remplacé par Andrew.